# Jesper Marci
Jesper Marci, död 25 mars 1592 i Mariestad, var en svensk luthersk präst och superintendent över Mariestads superintendentia (1580–1592), Svenska kyrkan, tillsatt av riksföreståndare hertig Karl som ett led i dennes strävan under reformationen i Sverige.

## Biografi
Jesper Marci blev kyrkoherde i Vadstena församling 1569 men avsattes senare från posten av kung Johan III på grund av sin polemik mot katolska Vadstena kloster, då Johan III generellt understödde katolicismen i Sverige, en åtgärd hertig Karl året senare omkullkastade. Marci blev kyrkoherde i Ullervads församling och prost över Vadsbo 1577, innan han gavs posten som superintendent 1580. Han ersattes på sin post av Matthias Marci i november 1591.